# Ronald Jonker
Ronald Jonker (nascido em 14 de dezembro de 1944) é um ex-ciclista australiano que competiu nos Jogos Olímpicos de Verão de 1968, representando a Austrália.